# Руденко, Семён Васильевич
Семён Васильевич Руденко (1 сентября 1866 — 23 сентября 1907, Екатеринодар) — коллежский советник, общественный деятель, правитель канцелярии начальника Кубанской области и наказного атамана кубанского казачьего войска, редактор неофициальной части Кубанских областных ведомостей.

## Биография
Родился 1-го сентября 1866 года. Происходил из духовного звания. Окончил курс в императорском новороссийском университете по юридическому факультету и был определён кандидатом на судебные должности при виленской судебной палате 18 сентября 1891 года.
С 1891 и по 1907 год последовательно занимал следующие должности: помощника секретаря в уголовном департаменте виленской судебной палаты, судебного следователя при иркутском окружном суде, товарища прокурора иркутского окружного суда, преподавателя законоведения в иркутском промышленном училище и горного законодательства в иркутском горном училише, комиссара по крестьянским делам в Лифляндской губернии, правителя канцелярии начальника Кубанской области и наказного атамана кубанского казачьего войска и заведующего делопроизводителя кубанского присутствия по промысловому налогу, секретаря кубанского статистического комитета, директора кубанского областного попечительства о тюрьмах, секретаря по городским делам присутствия, 25 мая 1902 года назначен редактором неофициальной части Кубанских Областных Ведомостей. Газета приняла облик чисто официального органа. Руденко выступал за «русские устои, пробуждение и развитие нацио-нального самосознания». Активно противостоял проповеди «космополитизма, атеизма и анархии». За это Северо-Кавказский областной комитет партии социал-революционеров засыпал его угрожающими письмами и смертными приговорами. Но Руденко не изменил своим убеждениям и служебному долгу.
Последовательно отстаивал интересы Престола и Отечества, чем вызвал гнев и злобу революционеров, за что и был убит ими.
21 сентября 1907 года Руденко в 8:30 утра из своей квартиры шёл пешком в статистический комитет. Дойдя до здания комитета, на углу Красной и Штабной улиц, повернул к крыльцу. Здесь в него и выстрелил неизвестный, пуля попала ему в затылок и застряла в шейном позвонке. Руденко упал, но через несколько секунд поднялся. Тогда убийца произвёл ещё три выстрела: два в живот и один в ногу, после чего убийца бросился бежать по Красной улице по направлению к крепостной площади. Добежав до армянской церкви убийца перескочил через забор и направился через церковный двор на Графскую улицу. Где он подстрелил церковного сторожа, который пытался его поймать.
Раненного Руденко служащие типографии областного правления подняли на руки и отнесли ближе к крыльцу комитета. Через несколько минут он был доставлен в войсковую больницу, где ему была оказана возможная медицинская помощь. При помощи морфия и кислорода удалось поддержать жизнь в течение 4 часов, но в час дня от полученных ран Руденко скончался. В тот же день начальник КОЖУ М. И. Воронин заявил начальнику Кубанской области и наказному атаману Кубанского казачьего войска Н. И. Михайлову, «что при существующих условиях я бессилен в борьбе с революционерами и что единственным средством подавления этого движения считаю учреждение охранного отделения». В ходе расследования полиции удалось установить, что убийцей был эсер Морозов Александр Дмитриевич. При задержании он выстрелил в унтер-офицера и вскочив на извозчика, помчался к железнодорожным дворам, где он попытался скрыться на паровозе. Однако паровоз не завёлся и террорист укрылся в одной из хат в районе Дубинка. Там Морозов отстреливался до последнего, убив двоих полицейских, а последнюю пулю пустил себе в висок.

## Похороны
Руденко был похоронен 23 сентября 1907 года. Траурный кортеж в сопровождении сотни казаков и полуроты солдат при двух оркестрах, исполнявших поочередно похоронные марши, медленно следовал от Воскресенской церкви к городскому кладбищу.
На кладбище — проникновенные речи, цветы, слезы, венки. Но похороны Семёна Васильевича не стали актом примирения. Все заметили, что венка от городской управы не было. Представители её тоже отсутствовали. Подчеркивали оппозиционность.
Террористы использовали похоронную процессию для революционной пропаганды. Ответственность за убийство взяла партия эсеров. От её имени на Соборной площади и на кладбище разбрасывались листовки:
«Северо-Кавказский Областной Комитет партии социалистов-революционеров доводит до всеобщего сведения, что членом летучего боевого отряда Северо-Кавказской области П. С. Р. приведён в исполнение 21 сентября приговор над правителем областной Кубанской канцелярии г. Руденко».
Как вспоминал потом один из революционеров Меркулов

 на произвол и насилие царского правительства и его приспешников, жандармов полиции, рабочие взялись за оружие и начали стрелять. Был такой чиновник по фамилии Руденко. Правитель дел канцелярии атамана Кубанского казачьего войска Бабыча, так сказать, был правой рукой царского сатрапа, пользовавшегося неограниченными правами, казнил на смерть или ссылал в Сибирь кого хотел. Руденко осудила рабочая общественность Кубани и в один июльский день направляясь на службу в Атаманский дворец, в тот момент когда он садился в трамвай на углу Красной и Штабной, улиц Саша Морозов влепил ему в голову и спину несколько пуль.

## Письмо
Семён Васильевич Руденко неоднократно получал угрозы в свой адрес, после похорон было найдено его письмо адресованное тем кто ему угрожал: 

«В последнее время ко мне разными путями, иногда даже через третьих лиц, доходят угрозы лишить меня жизни за то, что я противодействую „освободительному“ движению и являюсь виновником репрессий, принимаемых в отношении разных лиц. При последней угрозе мне преподан даже совет — поскорее оставить службу в Кубанской области, так как моя участь решена; до сих пор меня щадили, как сказано было в угрозе, только благодаря моей безукоризненной честности.
Если бы не ожидаемый мной перевод из Кубанской области, то я оставил бы эти угрозы без внимания, но ввиду ожидаемого мною в будущем нового назначения, связанного с оставлением области, дабы желающие привести свои угрозы в исполнение не подумали, что я оставляю службу здесь именно в виду их угроз, считаю нужным при помощи печати заявить убийцам, что никакие угрозы, являющиеся следствием строгого исполнения мною обязанностей службы, не удержат меня от исполнения долга и верности службы Государю Императору.
Что касается признания убийцами моей честности, то в таком признании с их стороны я не нуждаюсь, так как лучшим ценителем моей честности является для меня моя совесть, которая ни в чём не упрекнула меня за все время моей девятилетней службы в Кубанской области, хотя мои недоброжелатели и говорят, что я принес много зла.

К сведению убийц сообщаю, что, презирая всякие угрозы вообще, я ещё после первой угрозы, присланной мне в начале „освободительного“ движения, перестал носить при себе оружие, которое носил раньше, и в то же время не изменил и не изменю, подобно другим, ни своим убеждениям, ни долгу службы»..